# Middletown (Iowa)
Middletown è un comune degli Stati Uniti d'America, situato nello Stato dell'Iowa, nella contea di Des Moines.